# Unisex
A Unisex egy magyar könnyűzenei együttes, amely 1997-ben alakult Budapesten.
Szekeres Adrien 1997 elején egy jazz-zenészekből álló zenekarral funky zenét játszott, amikor egyik koncertjükön megismerkedett Erdélyi Lászlóval az Unisex zenekar frontemberével. Megismerkedésük után hamar lázas munkába kezdtek, az első közösen elkészített felvétel után a Sony Music azonnal szerződést ajánlott egy nagylemezre. 1997. júliusában jelent meg az Unisex első albuma Szekeres Adriennel Szebb holnap címmel. Az Unisex sikerét mi sem bizonyítja jobban, minthogy a lemezről 5 dalt tűztek műsorukra a különböző rádióállomások (Szebb holnap, Mindenre készen, Száguldj velem, Úgy szeress, Itt a nyár újra).
1998–ban jelent meg a második album a Unimix a Sony Music gondozásában. A remixalbum az első nagylemez dalait tartalmazta.
Az együttes 1999-ben készítette el harmadik albumát a Csoda az élet-et Kiss Gábor (Adrien férje) irányításával. Az albumról 4 dal szerepelt a slágerlistákon (Hív a nagyvilág, Játssz velem, Csoda az élet, Jön 2000). Minden dalhoz készült videóklip. 1999-ben, az évben a zenekart hatalmas megtiszteltetés érte, amikor felléphetett a Felvonulási téren rendezett Kapcsolat koncerten 200 ezer ember előtt. 2000-ben Unimix 2 címmel jelentették meg a második lemezről remix albumot. 2000 nyarán még egyszer felléptek a Kapcsolat koncerten és a Budai Parkszínpadon önálló esttel szórakoztatták a rajongókat. A zenekaron belül emberi problémák sokasodtak és Adrien úgy döntött, hogy nem folytatja a közös munkát Erdélyi Lászlóval.
Adrien szólóalbumot adott ki Futok a szívem után címmel a Tom Tom Recordsnál. László pedig a Maraton együttesben folytatta tovább.
2003 végén ismét összeállt a zenekar egy új felállásban. Kiadták a 2.0 című albumot, 2005-ben pedig a Tűz és víz című kislemezt. 2005 novemberétől a Megasztár második szériájának döntőse, Kósa Ivett lett az Unisex énekesnője.
Az együttes nyolcadik albuma 2006. november 9-én jelent meg Gondold újra címmel. Az ehhez tartozó kislemezek: Szerelem sose' volt, Két nap kel fel, Fekete Hold. 2007 közepétől Wéber Helga lett az együttes frontembere, aki duettet énekelt Caramellel, amely a következő lemezen is hallható. A 2007 novemberében megjelent Díszpáholy című kislemezhez Lengyel Andor rendezésében készült videóklip. A következő nagylemez 2009 februárjában jelent meg.

## Albumok
- 1997 – Szebb holnap (Sony Music)
- 1998 – Unimix (Sony Music)
- 1999 – Csoda az élet (Sony Music)
- 2000 – Unimix 2.
- 2001 – Super Hits
- 2004 – 2.0 (LazloCo.)
- 2004 – Rád találok (Universal)
- 2006 – Gondold újra! (Danubius Music Kft.)